# Katarzyna Duran
Katarzyna Duran (ur. 2 kwietnia 1983) – polska piłkarka ręczna, zawodniczka kadry narodowej grająca na pozycji rozgrywającej. Mistrzyni Polski (2003, 2005, 2006, 2007, 2008 z SPR Lublin, 2012 z GTPR Gdynia).

## Życiorys
Jest wychowanką klubu Hermes Gryfino. W sezonie 2002/2003 została zawodniczką Montexu Lublin, z którym sięgnęła po mistrzostwo Polski. Kolejne dwa sezony grała w drużynie Vitaral Jelfa Jelenia Góra, zdobywając dwa brązowe medale mistrzostw Polski (2004, 2005). Od sezonu 2004/2005 występowała w drużynie SPR Lublin, sięgając po cztery tytuły mistrza Polski z rzędu (2005-2008). Po przerwie związanej z urlopem macierzyńskim, w styczniu 2010 odeszła z lubelskiego klubu, nie mogąc wywalczyć miejsca w podstawowym składzie i została zawodniczką GTPR-u Gdynia. Z gdyńskim klubem zdobyła dwukrotnie brązowy medal mistrzostw Polski (2010, 2011) i mistrzostwo Polski (2012). W 2013 została zawodniczką SPR Pogoń Baltica Szczecin, od 2015 do 2017 występowała w niemieckiej drużynie HSG Blomberg-Lippe, po czym zakończyła karierę sportową.
W reprezentacji Polski debiutowała 4 kwietnia 2007 w towarzyskim spotkaniu z Macedonią. Wystąpiła na mistrzostwach świata w 2007, zajmując z drużyną 11 miejsce. Ostatni raz w drużynie narodowej zagrała 19 października 2008 w towarzyskim spotkaniu z Austrią. Łącznie w reprezentacji zagrała 26 razy, zdobywając 37 bramek.